# Raión de Zhitómir
Raión de Jitomir (en ucraniano: Житомирський район, romanizado: Zhitomirskiy rayon) es un distrito de Ucrania en la región o provincia de Jitomir. La capital es la ciudad de Jitomir.
Comprende una superficie de 10 521,9 km².

## Demografía
Según una estimación demográfica de 2010, contaba con una población total de 66 922 habitantes.

## Otros datos
El código KOATUU fue 1822000000. El código postal 12401 y el prefijo telefónico +380 412.